# A-7海盜二式攻擊機

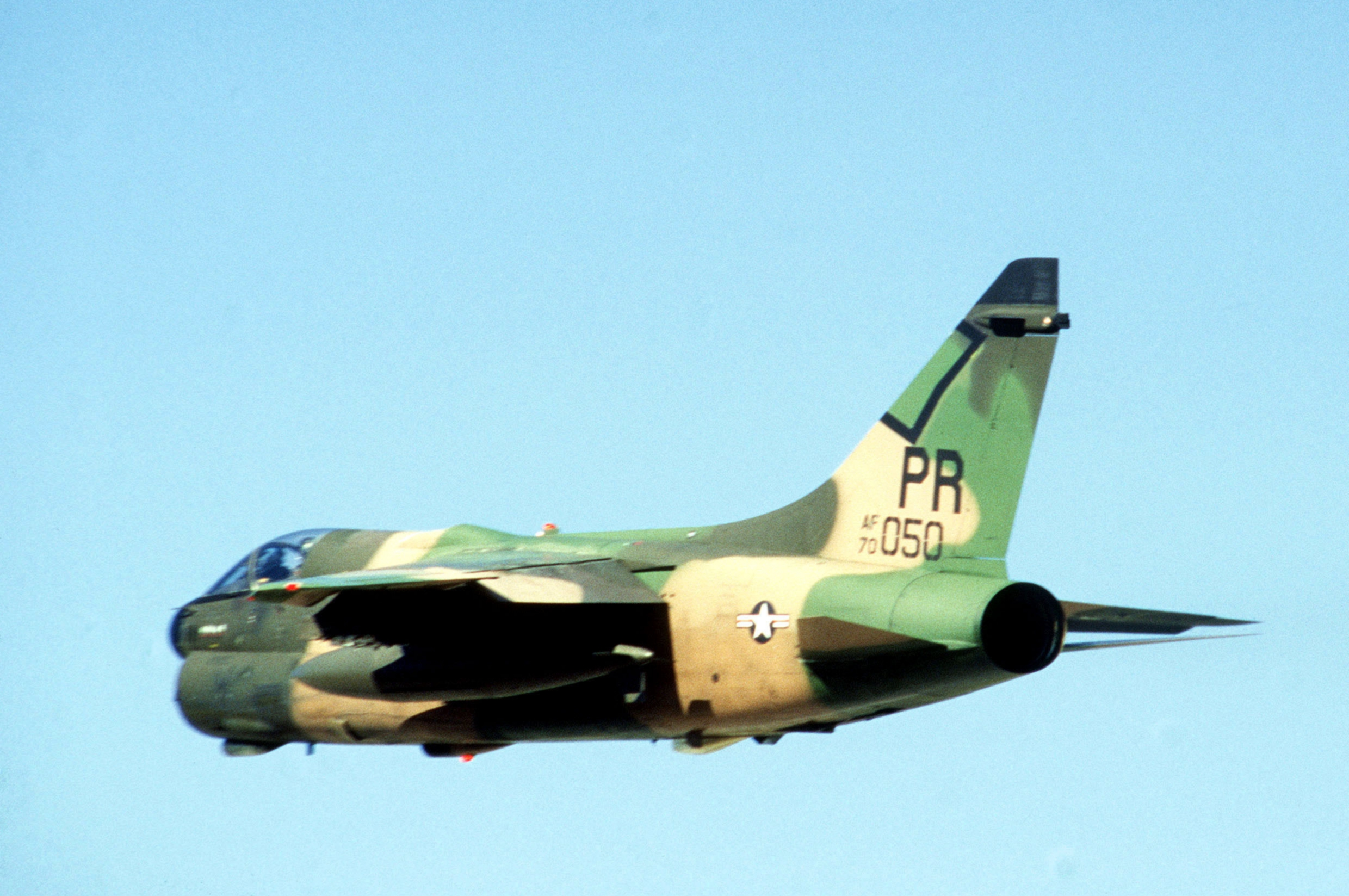
1981年10月19日，波多黎各空軍國民警衛隊的第156戰術戰鬥機大隊派駐在穆尼茲空軍國民警衛隊基地的A-7D攻擊機

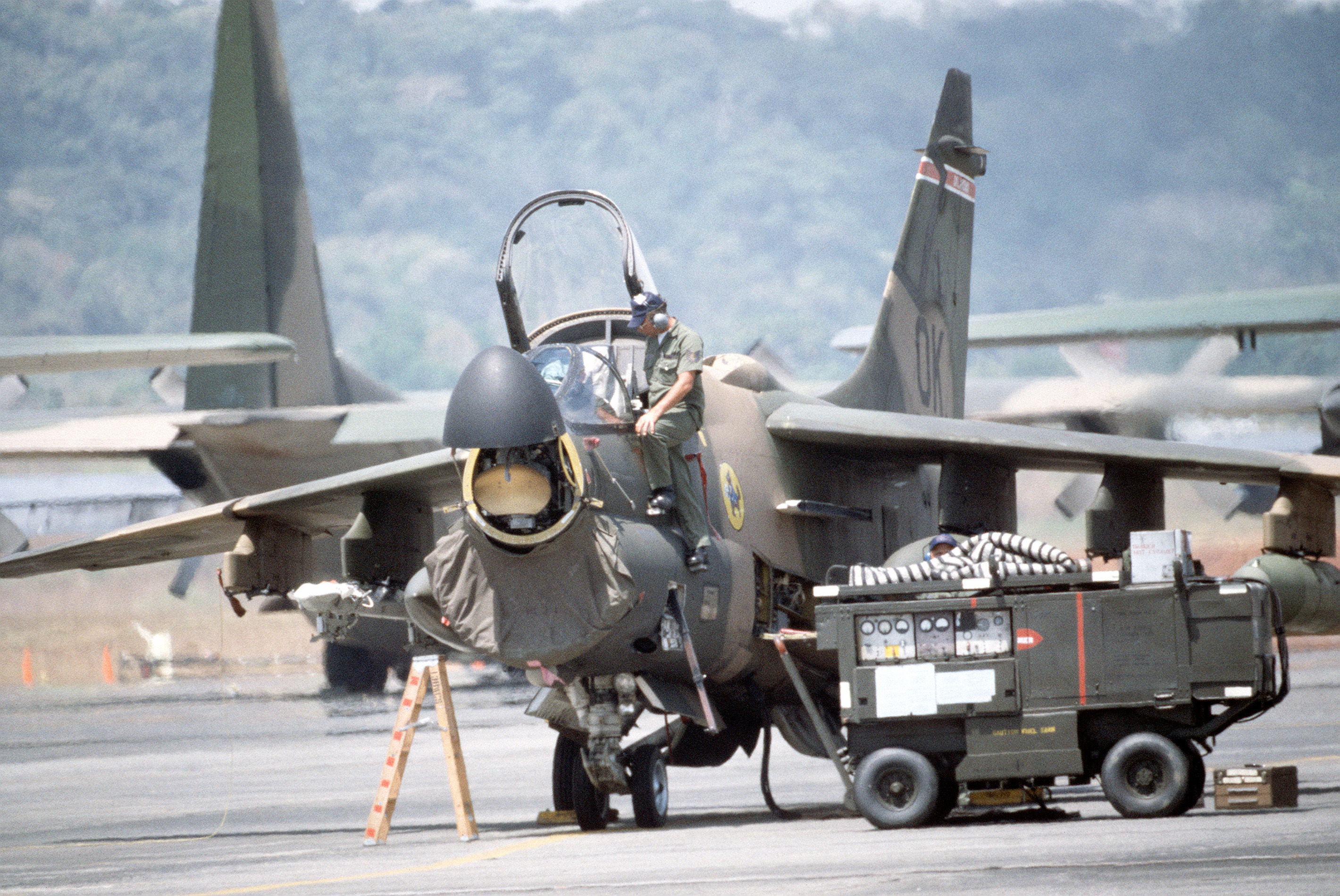
1982年12月1日，美國駐巴拿馬空軍派駐在巴拿馬霍華德空軍基地的A-7D攻擊機

A-7海盜二式攻擊機（英語：A-7 Corsair II）是一種以F-8戰鬥機為藍本開發，用以取代A-4天鷹式攻擊機的次音速輕型攻擊機。A-7雖然原本僅針對美國海軍航艦操作而設計，但因其性能優異，後來也獲美国空军，及美国空军国民警卫队部隊接納使用，以取代A-1天襲者攻擊機、北美F-100及共和F-105戰轟機隊。自1970年到1980年底為止，本型攻擊機亦外銷希臘、葡萄牙與泰國，用作陸基攻擊機。
A-7攻擊機除了機體設計源自於F-8十字軍超音速戰鬥機之外，他也是第一架配備有現代抬頭顯示器(HUD)，慣性導航系統(INS)與渦扇發動機的作戰機種。直到2014年，希臘的A-7是世界上僅存仍在服役的飛機，在當年底退役，至此全球不再有A-7服役。

## 衍生型
- A-7A（初期機）

A-7A為本系列第一種量產的機型。配備一具AN/APN-153導航雷達，及一具AN/APQ-99對地攻擊雷達。早期美國海軍的A-7A均配有兩門20公釐機砲與500發彈藥。雖然本機理論上的最大載彈量為15,000磅(6,804公斤)，但受到最大起飛重量的限制，一旦採用最大載彈模式則必須嚴格限制內裝油量，本型機一共生產了199架。
- A-7B

初期型的A-7B改採推力更大的TF30-P-8型發動機(12,190磅)。1971年開始，剩餘的A-7B機隊更改用推力更大的TF30-P-408型發動機(13,390磅)。除了發動機改良之外，A-7B亦採用新型的AN/APQ-116地貌導航雷達取代原本的AN/APQ-115雷達，共196架。
- A-7C

後改編號為A-7E。 最早的67架量產機採用TF30-P-408發動機。
- TA-7C

為美國海軍所發展的雙座教練型。其中24架改裝自A-7B，36架由A-7C改裝。1984年，49架TA-7C，包括8架EA-7L改用TF41-A-402發動機，並升級為A-7E標準。
- A-7D（美國空軍）

美國空軍所採用的第一型A-7攻擊機。除發動機改採TF41-A-1渦扇發動機外，亦改以一具M61火神砲做為固定武裝。本型機亦改用AN/APQ-185導航雷達，與AN/APQ-126地貌追蹤雷達，共生產459架。
- A-7E（美國海軍）

基於空軍A-7D標準而發展的海軍艦載機版本。航電部分改用AN/APN-190導航雷達，及AN/APQ-128地貌雷達，共529架。
- YA-7F Strikefighter (A-7D Plus)

改採F-100發動機，機身加長並可超音速飛行的A-7攻擊機版本。本型機種係針對穿透攻擊能力最佳化而設計，除兩架原型機之外，並沒有進入量產。
- A-7G

為了競標瑞士空軍機種而推出的計畫版本，沒有生產。
- A-7H（希臘空軍）

外銷希臘空軍的改良型A-7E。本型機取消了空中加油的能力，共60架。
- TA-7H

希臘空軍的雙座教練型A-7H。
- EA-7L

八架改裝自TA-7C的電子干擾機，全數服役於美國海軍VAQ-34中隊。1984年本型機航電接升級至A-7E標準。
- A-7K

美國空中國民兵的雙座教練機版本，共30架。
- A-7P（葡萄牙空軍）

外銷葡萄牙，重建自原美國海軍的A-7A的機種。一共有44架A-7A翻新至A-7E標準，並採用TF30-P-408發動機。

## 武裝能力 (A-7E)
- 機砲：20毫米 M61火神式機砲x1
- 堅點：6個翼下硬點及2個機身硬點（僅能搭載AIM-9響尾蛇飛彈），共計6,800公斤的總載重能力。
- 飛彈：

- - AIM-9響尾蛇飛彈 x2
  - AGM-45反輻射飛彈 x2
  - AGM-62鼓目魚電視導引炸彈 x2
  - AGM-65小牛飛彈 x2
  - AGM-88飛彈 x2
  - GBU-8雷射導引炸彈 x2
- 炸彈：

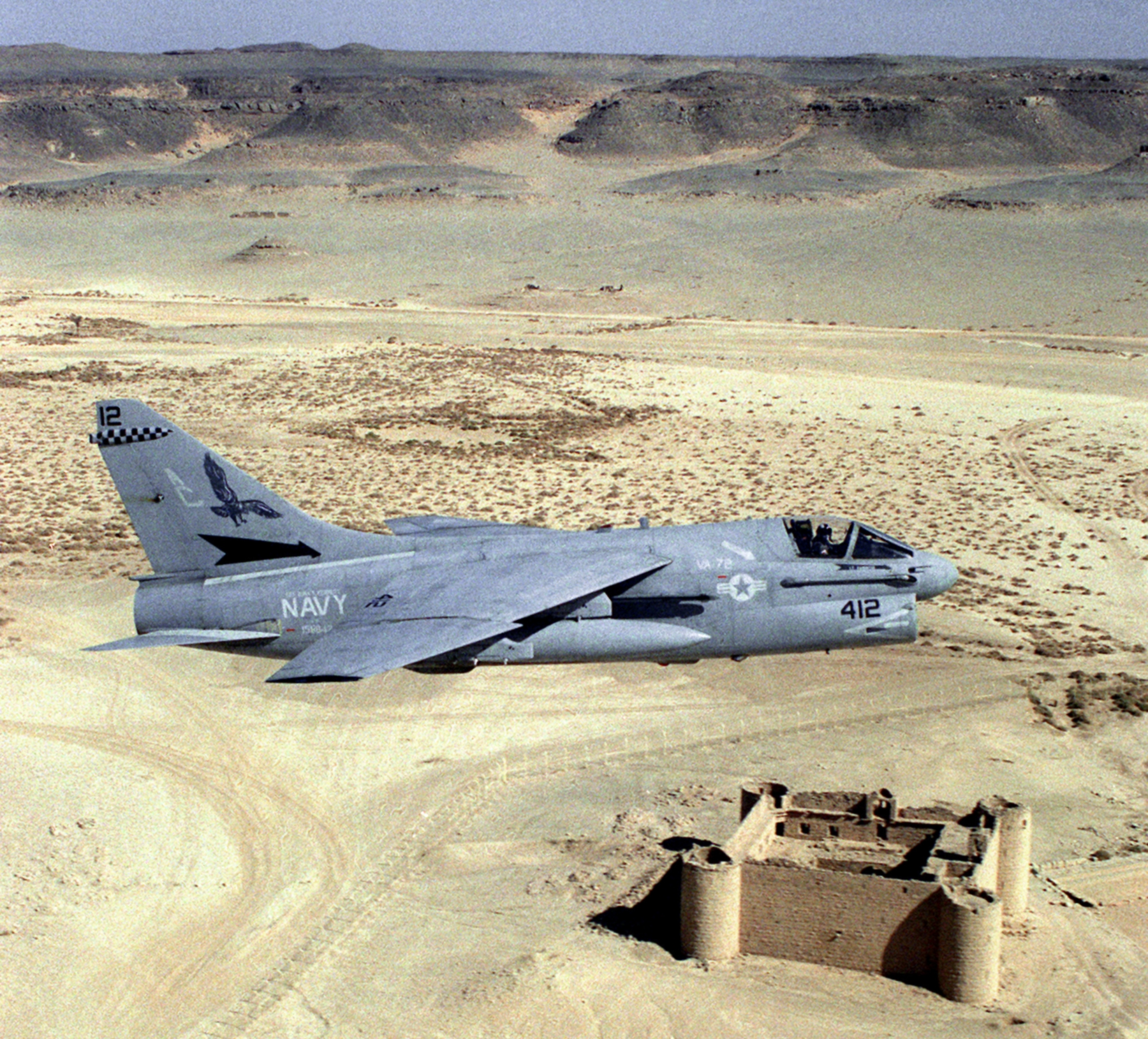
沙漠風暴行動時的A-7

  - 500磅Mark 82或Mark 80炸彈 x30
  - LGB雷射導引炸彈
  - GBU雷射導引炸彈
  - B28、B57、B61核子炸彈
- 火箭:
  - LAU-10火箭莢艙 X4（每個含4x 127毫米祖尼火箭）

## 性能概況（A-7E）
- 飛行員：1人
- 全長：14.06公尺
- 全高：4.9公尺
- 全寬：11.81公尺
- 空機重量：8.84頓（t）
- 最大起飛重量：19.05頓（t）

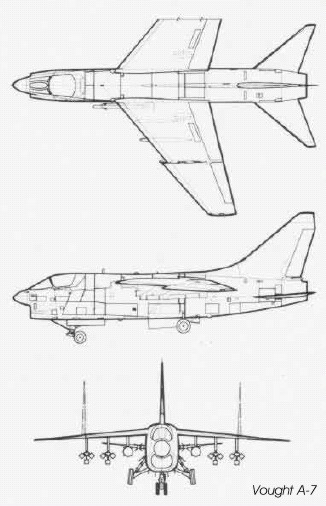
A-7A

- 引擎：Allison TF41-A-2（最大推力 15,000磅（66.7 kN）
- 最大時速：600節（698哩/時，1,123公里/時）（海平面）
- 升限：12000公尺
- 作戰半徑（無外掛副油箱，帶6顆炸彈）621海浬（700哩，1,127公里）；最大內部燃料1,070海裡（1,231英里，1,981公里）
- 爬升速度： 76.2 公尺/秒（250 英尺/秒）

## 相關資訊
- 飛機列表